# Stefan Elmgren
Stefan Elmgren (ur. 1975) – szwedzki muzyk, gitarzysta zespołu powermetalowego HammerFall. Początkowo grał w zespole Highlander.  Do Hammerfalla został przyjęty w styczniu 1997 roku. Odszedł z grupy 2 kwietnia 2008 roku, by skupić się na karierze pilota, jednak ze względu na brak obecności jednego z muzyków zespołu HammerFall Fredrika Larssona, który opuścił zespół zaraz po wydaniu dziesiątego albumu o nazwie "(r)evolution" Stefan zdecydował się ponownie dołączyć do składu w październiku 2014 roku.
Stefan Elmgren wystąpił także na albumie Beyond The Gates, solowym przedsięwzięciu Joacima Cansa. Sam także, występując pod nazwą Full Strike nagrał jeden album solowy o tytule We Will Rise.

## Dyskografia

### Solo
- 2002 We Will Rise

### Z Hammerfall[2]
- 1998 Legacy of Kings
- 1999 The First Crusade (VHS i DVD)
- 2000 Renegade
- 2002 The Templar Renegade Crusades (VHS i DVD)
- 2002 Crimson Thunder
- 2004 One Crimson Night (CD i DVD)
- 2005 Chapter V: Unbent, Unbowed, Unbroken
- 2006 Threshold
- 2007 Steel Meets Steel - Ten Years of Glory
- 2008 Masterpieces
- 2008 Rebels With a Cause – Unruly, Unrestrained, Uninhibited (DVD)

### Z Joacimem Cansem
- 2004 Beyond the Gates